# 維奇斯普林斯 (加利福尼亞州門多西諾縣)
維奇斯普林斯（英語：Vichy Springs）是位於美國加利福尼亞州門多西諾縣的一個非建制地區。該地的面積和人口皆未知。

## 地理
維奇斯普林斯的座標為39°10′01″N 123°09′29″W / 39.16694°N 123.15806°W，而該地的平均海拔高度為244米（即801英尺）。